# Ľudovít Kaník
Ľudovít Kaník (Hnúšťa, 1º settembre 1965) è un politico slovacco.
È stato ministro del Lavoro, Affari Sociali e Famiglia della Repubblica Slovacca nel Governo del primo ministro Vladimír Mečiar dal 16 ottobre 2002 al 17 ottobre 2005.